# 跨業交流
跨業交流（日文稱異業種交流）為個人或企業，在現行自己所處的產業與不同的產業間，磋商溝通與合作。

## 概要
跨業交流是不同產業的公司為了要在協調過程中產出結果而彼此交流，這也就是2000年代日本一般稱呼的協同合作（collaboration）之意。用所謂的「產官學」（企業、政府等行政機關、大學等教育機關）的意涵來表示，也就是不限於單一企業間的交流活動。
日本的工商會議所、歐美的獅子會、扶輪社等組織，是提供業主、董監事、一般社員等在除了畢業學校的交友關係外，另外的個人人脈延長的方式。透過關係的延伸，可以發現這些活動提供各領域的技術、人才，或是提供企業存有的資源。
在這些活動之中，不只可以發現從新產品的開發、流通，以至利基市場的開拓、社會問題的對應，或是創造出新興之市場，還可以促進交換企業、組織內的人才，並且更進一步累積各種不同水準、方向之經驗。這種活動是近代持續進行的社會分工化後，反而讓分工的產業體系僵硬無法變化，而產生出的一種對應策略。

## 實用性
可以從個人與企業的觀點來了解跨業交流的實用性。

### 個人
由於平常不會接觸到相異產業的人，跨業交流容易有價值創造或革新性的發想產生。工作上的障礙，莫不是在一組織內培養的觀點，所理解形成的「固有思想」，一旦看到其他的觀點會有「不值一提」的感覺。
但是在實行跨業交流時，不只如名片交換會的這種寒暄形式，設定議題，並加上嚴肅正經的議題，會讓價值觀、思考方式都有著新的影響。
多摩大學的研究所教授德岡晃一郎認為，「自由導向的社員制度」也是跨業交流的一種。

### 自由導向的社員制度
這是1979年永谷園企業所施行的制度。當時的社長永谷嘉男賦予企劃部人員特權，在「2年間產出新產品」的條件下，不用到公司上班，自由使用時間，無限制地使用經費。社員能登原隆史接受這個特別委命，飲嚐美食遍及日本國內外，在委命期限的2年之後，於1981年順利將新產品「麻婆春雨」推出，並且受到很大的迴響。
之後，該制度的模仿導入到很多企業之中，永谷園自己本身已暫不施行此制度，雖在2001年復行，不過成果不佳，半年就放棄該措施。

### 企業
隨著經營革新的展開，為了要因應時代變化與企業活絡化，跨業交流成為顯學。不只是個別企業，企業、學校、政府組織共同發展的產官學合作即為一例。
在中小企業中，較多是以工商會議所、工會、商會為中心，在這之中彼此間的交流與情報交換為重點課題。要讓其成功的主要原因即為「活動目的的明確」、「有強力領導者的存在」等。

### 企業與大學
在大學之中，有許許多多的研究或技術開發，但是這些製作產品卻是與市場脫軌的。為了要利用可能的技術解決如環境的議題，要讓產品化能實際運用到社會中，時程上的安排亦為重要。
雖然這也是從大學內創業的一種方式，但是，非企業家的研究人員所創設的公司往往規模很小，產品也常評價為無法期待可以在市場上廣為流通。
在這個關鍵上，與有著生產能力與市場物流通路的既有業者合作，可以有效地早先將產品在市場上流通。這情形也就是運用企業出資的技術合作公司，所成立的新企業的狀態。

### 企業與政府單位
所謂的第三部門研究中心即為此典型。此方式即希望透過獨立核算的公共事業，來減輕地方政府的財政負擔。
從企業的觀點來看，政府單位所持有的企業可能利用不同的管道之下，比如可以增強地域振興在交通面的相關設施、聯絡道路的靈活溝通，或是經濟特區（構造改革特別區域）的指定以往很難在現行法制上實現的情形，即可透過第三方中心來便捷其實行之可能。

## 台灣
台灣的異業種交流係參考日本之體系，稱為「中小企業互助合作」。台灣經濟部中小企業處自1994年輔導中小企業互助合作，成立969個交流會、93個實質合作輔導案（至2009年底）。由於經濟環境的變遷，互助合作的性質已有大幅度改變，09年輔導案例已擴展至醫療照護與文創產業。

## 附註
1. 1 2 3 4  『企業と人材』2007年6月20日号（産労総合研究所）
2. ↑  2006年3月4日付「今どき「仕事人間」」（産経新聞）
3. ↑  『異業種交流活動の課題と政策措置に関する調査研究』2004年（中小企業異業種交流財団）